# Breda Ba.32
Il Breda Ba.32 era un trimotore da trasporto passeggeri ad ala bassa realizzato dall'azienda italiana Società Italiana Ernesto Breda all'inizio degli anni trenta. Proposto per il mercato del trasporto di linea non ottenne alcuna commissione ed il progetto venne interrotto dopo la costruzione del primo ed unico esemplare.

## Storia del progetto
All'inizio degli anni trenta la Breda decise di affacciarsi sul mercato del trasporto civile intraprendendo la progettazione del nuovo Ba.32 che avrebbe dovuto sostituire i vecchi Junkers e Caproni Ca.101 impiegati dalla Società Aerea Mediterranea.
Il prototipo, immatricolato I-SEBM, venne portato in volo per la prima volta nel 1932 con buoni risultati, Tuttavia l'azienda italiana non fu in grado di ricevere alcun ordine di produzione ed il programma venne interrotto.

## Tecnica
Il Ba.32 era un velivolo dall'impostazione classica, trimotore da ala bassa con carrello fisso.
La fusoliera, a sezione rettangolare, incorporava la cabina di pilotaggio chiusa, posizionata a scalino immediatamente dopo il motore anteriore e caratterizzata da una finestratura piatta. La cabina ospitava i due membri dell'equipaggio, il pilota e il co-pilota/marconista, seduti in sedili affiancati, ed era collegata a quella passeggeri che offriva 10 posti a sedere. Posteriormente terminava in un impennaggio classico monoderiva dotato di piani orizzontali controventati.
L'ala a sbalzo, montata bassa, disponeva di un alettone per ogni semiala.
Il carrello d'atterraggio era fisso, triciclo posteriore, con i due elementi principali posizionati sotto le ali, dotati di ammortizzatori oleo-elestici, collegati tramite una struttura tubolare alle gondole motore, e che racchiudevano le ruote in due carenature aerodinamiche. Posteriormente era integrato da un ruotino d'appoggio posizionato sotto la coda.
La propulsione era affidata a tre motori Pratt & Whitney Wasp Junior, un radiale 9 cilindri posti su un'unica stella raffreddato ad aria in grado di erogare una potenza pari a 320 hp (239 kW). I tre motori erano contenuti in altrettante gondole, protetti da cappottature NACA, e posizionati uno all'apice anteriore della fusoliera e i restanti sul bordo d'attacco delle semiali.

## Impiego operativo
Il modello non ottenne alcun ordine di produzione nonostante ne fosse stata studiata al rimotorizzazione con i più potenti propulsori radiali Fiat, e fu utilizzato come base per il successivo modello di aereo da bombardamento Breda Ba.46.